# Brederbach (Ruhr)
Der Brederbach ist ein 2,7 km langer, rechtsseitiger Zufluss der Ruhr (GKZ 276 9792). Er verläuft durch Kettwig, Essen. Seine Quelle befindet sich bei der Straße An der Pierburg im Ortsteil Umstand. Er fließt nach Süden ab. Am Bachtal befinden sich unter anderem das Schwimmzentrum Kettwig und eine Kleingartenanlage. Er mündet kurz unterhalb des Stauwehrs des Kettwiger Sees in die Ruhr.